# Lista de clubes de futebol dos países membros da CONMEBOL

CONMEBOL os países da Conmebol no mundo

Esta é uma lista de clubes de futebol afiliados à Confederação Sul-Americana de Futebol (CONMEBOL). Dos países e territórios da América do Sul, somente a Guiana, o Suriname, a Guiana Francesa e as Ilhas Malvinas não estão afiliados.

## Argentina
- País:  Argentina
- Associação de futebol: Asociación del Fútbol Argentino (AFA)
- Escalão máximo: Campeonato Argentino de Futebol (Espanhol: Primera División)

## Brasil
- País:  Brasil
- Associação de futebol: Confederação Brasileira de Futebol (CBF)
- Escalão máximo: Campeonato Brasileiro de Futebol

## Chile
- País:  Chile
- Associação de futebol: Federación de Fútbol de Chile (FFC)
- Escalão máximo: Campeonato Chileno de Futebol (Espanhol: Primera División de Chile)

## Colômbia
- País:  Colômbia
- Associação de futebol: Federación Colombiana de Fútbol (FCF)
- Escalão máximo: Campeonato Colombiano de Futebol (Espanhol: Categoria Primera A)

## Equador
- País:  Equador
- Associação de futebol: Federación Ecuatoriana de Fútbol (FEF)
- Escalão máximo: Campeonato Equatoriano de Futebol (Espanhol: Primera Categoria Serie A)

## Paraguai
- País:  Paraguai
- Associação de futebol: Asociación Paraguaya de Fútbol (APF)
- Escalão máximo: Campeonato Paraguaio de Futebol (Espanhol: Primera División de Paraguay)

## Peru
- País:  Peru
- Associação de futebol: Federación Peruana de Fútbol (FPF)
- Escalão máximo: Campeonato Peruano de Futebol (Espanhol: Campeonato Descentralizado)

## Uruguai
- País:  Uruguai
- Associação de futebol: Asociación Uruguaya de Fútbol (AUF)
- Escalão máximo: Primeira Divisão Uruguaia (Espanhol:  Primera División Profesional de Uruguay )

## Venezuela
- País:  Venezuela
- Associação de futebol: Federación Venezolana de Fútbol (FVF)
- Escalão máximo: Campeonato Venezuelano de Futebol (Espanhol: Primera División de Venezuela)